# Урожайное (Ленинградская область)
Урожайное (до 1948 — Уискола, фин. Uiskola) — упразднённый посёлок на территории Полянского сельского поселения Выборгского района Ленинградской области.

## Название
Финский топоним Уискола происходит, вероятно, от названия большой карельской лодки, именовавшейся «ушкуй» (фин. uisko). 
В 1948 году решением исполкома райсовета деревню переименовали в Урожайное.

## История
В начале XX века в деревне обосновались русские дачники — Григорий фон Ленг и барон Фердинанд Бистремин.
- Деревня Уискола на финской карте 1923 года

До 1939 года деревня Уискола входила в состав волости Уусикиркко Выборгской губернии Финляндской республики. В деревне проживали 32 семьи. Почти все дома были выкрашены в красный цвет.
После войны в деревне была воссоздана сельхозартель «Красный Октябрь».
Согласно административным данным 1966, 1973 и 1990 годов посёлок Урожайное входил в состав Полянского сельсовета.
В 1997 и 2002 годах в посёлке Урожайное Полянской волости постоянного населения не было.
Посёлок упразднён 28 декабря 2004 года в связи с отсутствием жителей.
В настоящее время — урочище.

## География
Посёлок находился в южной части района к западу от автодороги 41К-083 (Молодёжное — Черкасово).
Расстояние до железнодорожной станции Рябово — 20 км.
Посёлок находился на левом берегу реки Петлянка. К юго-западу от посёлка находилось болото Сосновоборское.